# Cardona (Uruguay)
Cardona ist eine Stadt im Südwesten Uruguays.

## Geographie
Sie liegt 163 m über dem Meeresspiegel auf dem Gebiet des Departamento Soriano nahe der Stadt Florencio Sánchez, die bereits zum Departamento Colonia gehört. Nordwestlich Cardonas entspringen sowohl der Arroyo del Perdido als auch der Río San Salvador. Das Gebiet nördlich der Stadt trägt die Bezeichnung Cuchilla del Bizcocho, während sich südlich bis östlich die Cuchilla Grande Inferior erstreckt. Westlich liegt die Cuchilla San Salvador, südwestlich die Cuchilla de la Colonia.

## Infrastruktur
In der Stadt treffen Ruta 2, Ruta 12 und Ruta 57 aufeinander.

## Einwohner
Die Einwohnerzahl beträgt 4.689 (Stand: 2004).
| Jahr | Einwohner |
| ---- | --------- |
| 1963 | 4.111     |
| 1975 | 4.104     |
| 1985 | 3.822     |
| 1996 | 4.579     |
| 2004 | 4.689     |

Quelle:

## Geschichte
Gegründet wurde Cordona im Jahre 1903.

## Stadtverwaltung
Bürgermeister (Alcalde) von Cardona ist Raul Bertinat.

## Städtepartnerschaften
- Cardona, Katalonien, Spanien

## Söhne und Töchter der Stadt
- Eduardo Espinel (* 1972), Fußballspieler und -trainer
- Víctor Hugo Morales, Sport-Journalist
- Matías Omar Pérez (* 1985), Fußballspieler
- Gastón Poncet (* 1991), Fußballspieler